# Sítio arqueológico de Vani
O sítio arqueológico de Vani é um sítio arqueológico de muitas camadas no oeste da Geórgia, situado em uma encosta na localidade de Vani, na região de Imerícia. É o local mais bem estudado do sertão de uma região antiga, conhecida no mundo clássico como Cólquida, e está inscrito na listagem dos Monumentos Culturais Imóveis de Significado Nacional.

## Localização
Vani está situado na periferia ocidental da cidade moderna, em Aquevelediani Gora, uma colina triangular de terraços baixos de aproximadamente 8,5 ha, ladeada em dois lados por ravinas profundas. Os sopés ao redor de Vani formam o ponto da região quase triangular da Cólquida, a base da qual fica ao longo da costa oriental do Mar Negro, pontilhada por colônias gregas na Antiguidade. O local em si estava localizado na intersecção de antigas rotas comerciais, desfrutando de uma posição de comando sobre a planície adjacente.